# Атталий Родосский
Атталий Родосский (др.-греч. Άτταλος ο Ρόδιος) — древнегреческий грамматик, астроном и математик, живший на острове Родос во 2-м веке до нашей эры, современник астронома Гиппарха. Единственный его научный труд, о котором есть сведения — это комментарий к астрономической поэме «Явления» Арата из Сол. Сам комментарий не сохранился, о его существовании известно лишь из трудов Гиппарха (Гиппарх цитирует его в своём Комментарии к «Явлениям» Евдокса и Арата).